# Bahnstrecke Sowetsk–Klaipėda
| Streckenkarte 1938 |                          |                                                  |                                                  |
| Kursbuchstrecke: | 118a (1939), 135 (1944)  |                                                  |                                                  |
| Streckenlänge: | 92,3 km                  |                                                  |                                                  |
| Spurweite: | 1520 mm (Russische Spur) |                                                  |                                                  |
| |                          |                                                  |                                                  |
| \| \| \| von Kaliningrad und von Tschernjachowsk \| \| \| \| 0,0 \| Sowetsk (Tilsit) \| Sowetsk (Tilsit) \| \| \| \| Memel, Staatsgrenze Russland–Litauen \| \| \| \| 6,2 \| Pagėgiai (Pogegen) \| Pagėgiai (Pogegen) \| \| \| \| von und nach Tauragė \| \| \| \| 11,5 \| Anužiai (Jecksterken) \| Anužiai (Jecksterken) \| \| \| 14,6 \| Žirgynas (Rucken) \| Žirgynas (Rucken) \| \| \| 18,1 \| Stoniškiai (Stonischken) früher Hp. \| Stoniškiai (Stonischken) früher Hp. \| \| \| 22,2 \| Usėnai (Mädewald) \| Usėnai (Mädewald) \| \| \| 27,7 \| Kugeliai (Kugeleit/Heydeberg/Kugelhof) \| Kugeliai (Kugeleit/Heydeberg/Kugelhof) \| \| \| 33,8 \| Juknaičiai (Jugnaten) ehem. Bf. \| Juknaičiai (Jugnaten) ehem. Bf. \| \| \| 37,6 \| Gaideliai (Gaidellen) \| Gaideliai (Gaidellen) \| \| \| 42,5 \| Šilutė (Heydekrug) \| Šilutė (Heydekrug) \| \| \| 45,1 \| (Trakseden) \| (Trakseden) \| \| \| 50,3 \| Žemaitkiemis (Szameitkehmen/Mestellen) ehem. Bf. \| Žemaitkiemis (Szameitkehmen/Mestellen) ehem. Bf. \| \| \| 52,5 \| (Medellen) \| (Medellen) \| \| \| 55,9 \| Kukorai (Kukoreiten) \| Kukorai (Kukoreiten) \| \| \| 60,2 \| Plikoriai (Sakuten) \| Plikoriai (Sakuten) \| \| \| 62,8 \| Vilkyčiai (Wilkieten) \| Vilkyčiai (Wilkieten) \| \| \| 66,2 \| (Dräßen) \| (Dräßen) \| \| \| 68,4 \| (Gropeschken) \| (Gropeschken) \| \| \| \| Minge \| \| \| \| 70,9 \| Priekulė (Prökuls) \| Priekulė (Prökuls) \| \| \| 74,8 \| Dituva (Dittauen) \| Dituva (Dittauen) \| \| \| 77,1 \| (Mitzken) \| (Mitzken) \| \| \| 78,1 \| Gručeikiai (Spengen) \| Gručeikiai (Spengen) \| \| \| 80,1 \| Laistai (Dumpen) \| Laistai (Dumpen) \| \| \| \| von und nach Draugystė \| \| \| \| 83,7 \| Rimkai (Carlsberg) \| Rimkai (Carlsberg) \| \| \| \| private Güterbahn nach Gargždai \| \| \| \| 87,2 \| (Liepken) \| (Liepken) \| \| \| 92,3 \| Klaipėda (Memel) \| Klaipėda (Memel) \| \| \| \| nach Kretinga \| \| |                          |                                                  |                                                  |
| Strecke |                          | von Kaliningrad und von Tschernjachowsk          | von Kaliningrad und von Tschernjachowsk          |
| Bahnhof | 0,0                      | Sowetsk (Tilsit)                                 | Sowetsk (Tilsit)                                 |
| Grenze auf Brücke über Wasserlauf |                          | Memel, Staatsgrenze Russland–Litauen             | Memel, Staatsgrenze Russland–Litauen             |
| ehemaliger Bahnhof | 6,2                      | Pagėgiai (Pogegen)                               | Pagėgiai (Pogegen)                               |
| Abzweig geradeaus, nach rechts und von rechts |                          | von und nach Tauragė                             | von und nach Tauragė                             |
| ehemaliger Haltepunkt / Haltestelle | 11,5                     | Anužiai (Jecksterken)                            | Anužiai (Jecksterken)                            |
| ehemaliger Haltepunkt / Haltestelle | 14,6                     | Žirgynas (Rucken)                                | Žirgynas (Rucken)                                |
| ehemaliger Bahnhof | 18,1                     | Stoniškiai (Stonischken) früher Hp.              | Stoniškiai (Stonischken) früher Hp.              |
| ehemaliger Haltepunkt / Haltestelle | 22,2                     | Usėnai (Mädewald)                                | Usėnai (Mädewald)                                |
| ehemaliger Haltepunkt / Haltestelle | 27,7                     | Kugeliai (Kugeleit/Heydeberg/Kugelhof)           | Kugeliai (Kugeleit/Heydeberg/Kugelhof)           |
| ehemaliger Haltepunkt / Haltestelle | 33,8                     | Juknaičiai (Jugnaten) ehem. Bf.                  | Juknaičiai (Jugnaten) ehem. Bf.                  |
| ehemaliger Haltepunkt / Haltestelle | 37,6                     | Gaideliai (Gaidellen)                            | Gaideliai (Gaidellen)                            |
| Bahnhof | 42,5                     | Šilutė (Heydekrug)                               | Šilutė (Heydekrug)                               |
| ehemaliger Haltepunkt / Haltestelle | 45,1                     | (Trakseden)                                      | (Trakseden)                                      |
| ehemaliger Haltepunkt / Haltestelle | 50,3                     | Žemaitkiemis (Szameitkehmen/Mestellen) ehem. Bf. | Žemaitkiemis (Szameitkehmen/Mestellen) ehem. Bf. |
| ehemaliger Haltepunkt / Haltestelle | 52,5                     | (Medellen)                                       | (Medellen)                                       |
| Haltepunkt / Haltestelle | 55,9                     | Kukorai (Kukoreiten)                             | Kukorai (Kukoreiten)                             |
| ehemaliger Haltepunkt / Haltestelle | 60,2                     | Plikoriai (Sakuten)                              | Plikoriai (Sakuten)                              |
| Haltepunkt / Haltestelle | 62,8                     | Vilkyčiai (Wilkieten)                            | Vilkyčiai (Wilkieten)                            |
| ehemaliger Haltepunkt / Haltestelle | 66,2                     | (Dräßen)                                         | (Dräßen)                                         |
| ehemaliger Haltepunkt / Haltestelle | 68,4                     | (Gropeschken)                                    | (Gropeschken)                                    |
| Brücke über Wasserlauf |                          | Minge                                            | Minge                                            |
| Bahnhof | 70,9                     | Priekulė (Prökuls)                               | Priekulė (Prökuls)                               |
| ehemaliger Haltepunkt / Haltestelle | 74,8                     | Dituva (Dittauen)                                | Dituva (Dittauen)                                |
| ehemaliger Haltepunkt / Haltestelle | 77,1                     | (Mitzken)                                        | (Mitzken)                                        |
| ehemaliger Haltepunkt / Haltestelle | 78,1                     | Gručeikiai (Spengen)                             | Gručeikiai (Spengen)                             |
| ehemaliger Haltepunkt / Haltestelle | 80,1                     | Laistai (Dumpen)                                 | Laistai (Dumpen)                                 |
| Abzweig geradeaus, nach links und von links |                          | von und nach Draugystė                           | von und nach Draugystė                           |
| ehemaliger Bahnhof | 83,7                     | Rimkai (Carlsberg)                               | Rimkai (Carlsberg)                               |
| Abzweig geradeaus und nach rechts |                          | private Güterbahn nach Gargždai                  | private Güterbahn nach Gargždai                  |
| ehemaliger Haltepunkt / Haltestelle | 87,2                     | (Liepken)                                        | (Liepken)                                        |
| Bahnhof | 92,3                     | Klaipėda (Memel)                                 | Klaipėda (Memel)                                 |
| Strecke |                          | nach Kretinga                                    | nach Kretinga                                    |

Die Eisenbahnstrecke Sowetsk–Klaipėda (Tilsit–Memel) verbindet die Stadt Sowetsk im Norden der russischen Oblast Kaliningrad mit der litauischen Hafenstadt Klaipėda. Personenverkehr findet auf ihr im Abschnitt von  Šilutė nach Klaipėda statt (Stand Oktober 2018).

## Geschichte

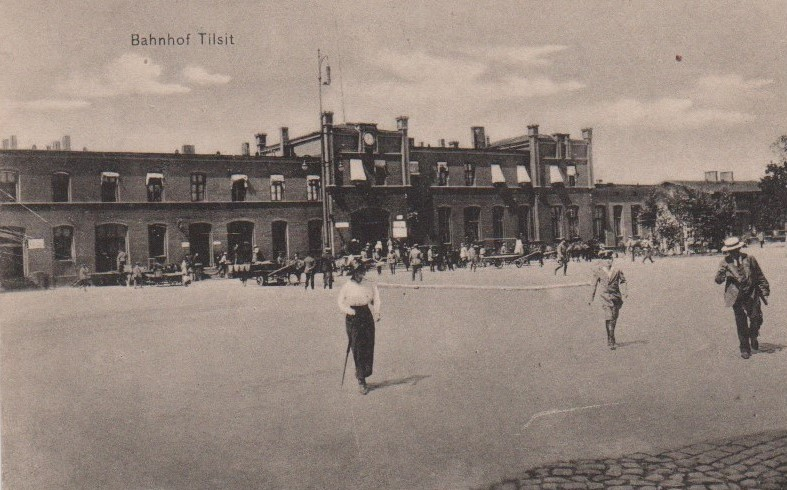
Bahnhof Tilsit (1910)

Tilsits Oberbürgermeister Heinrich Kleffel betrieb den Bau der Strecke, die 1875 eröffnet wurde. Sie verlängerte die zehn Jahre vorher fertiggestellte Strecke Insterburg–Tilsit nach Norden und wurde unter Regie der Preußischen Staatseisenbahnen gebaut; denn das weiche Marschland und die Eisenbahnbrücke über die Memel machten den Bau teuer, schwierig und langwierig.
Nach der Annexion des Memellandes durch das nach dem Ersten Weltkrieg neu entstandene Litauen 1923 wurde die Bahnstrecke von der Litauischen Staatseisenbahn betrieben, was im Jahr 1924 durch die Memelkonvention legalisiert wurde. Nach der unter Androhung von Gewalt erfolgten Rückgliederung des Memellandes an das Deutsche Reich am 23. März 1939 wurde die Strecke von der Deutschen Reichsbahn betrieben.
Nach dem Zweiten Weltkrieg wurde die Strecke, die nun in der Sowjetunion lag, 1953 in Breitspur wiedereröffnet. In sowjetischen Kursbüchern wurde sie in Einheit mit der Strecke Kaliningrad–Sowetsk dargestellt.
Nach dem Zerfall der Sowjetunion wurde der nun internationale Personenverkehr zwischen Sowetsk und Pagėgiai 1996 eingestellt. Zu dieser Zeit wurde auch der litauische Binnenverkehr zwischen Pagėgiai und Klaipėda eingestellt. Auf dem Streckenabschnitt Šilutė–Klaipėda erfolgte später die Wiederaufnahme; aus finanziellen Gründen wurde der Betrieb aber im Mai 2011 wieder eingestellt. Am 1. Oktober 2018 wurde zwischen Klaipėda und Šilutė der Verkehr wieder aufgenommen. Unterwegs hält der Zug in Priekulė, Vilkyčiai und Kukorai.

## Umsteigemöglichkeiten zu Kleinbahnen vor 1945
- In Tilsit mit der Kleinbahn Pogegen–Schmalleningken über Mikieten nach Schmalleningken
- In Pogegen mit der Kleinbahn Pogegen–Schmalleningken nach Schmalleningken
- In Heydekrug mit der Kleinbahn Heydekrug–Kolleschen nach Kolleschen
- In Memel mit den Memeler Kleinbahnen nach Plicken, Pöszeiten und Laugallen